# Velocette
Velocette fou la marca de les motocicletes que fabricava l'empresa anglesa Veloce Ltd a Hall Green, Birmingham. Es tractava d'una petita empresa familiar que, nogensmenys, va vendre al llarg de la seva existència gairebé tantes motocicletes fetes a mà com les que produïen en sèrie els gegants BSA i Norton. Reconeguda per la qualitat dels seus productes, des de mitjan dècada del 1920 fins a la del 1950 Velocette va estar sempre "en primera línia" a les competicions internacionals de motociclisme i va culminar amb dos títols de Campiona del Món de 350cc (1949 i 1950), a banda d'establir un llegendari i encara imbatut rècord de velocitat sostinguda per a motocicletes monocilíndriques de 500 cc de 24 hores a més de 161 km/h.
Veloce, tot i ser una empresa petita, era una gran innovadora tècnica i molts dels seus dissenys patentats són habituals a les motocicletes actuals, entre ells el canvi de velocitats per pedal d'aturada positiva i la suspensió posterior de basculant amb amortidors hidràulics. El negoci va patir una gradual caiguda comercial a finals de la dècada del 1960 que va fer que l'empresa acabés tancant el febrer de 1971.

## Fundació
La companyia tenia els seus orígens en la "Taylor, Gue Co Ltd", fundada el 1896 per John Goodman (nascut Johannes Gütgemann a Oberwinter, Renània-Palatinat, i més tard conegut com a John Taylor abans de canviar oficialment el seu nom per Johann Goodman) i William Gue, la qual feia inicialment quadres i peces de bicicleta i, més tard, va fer els xassissos de la motocicleta Ormonde. El gener de 1904, l'empresa estava treballant en un automòbil de tres rodes propulsat per un motor de quatre temps refrigerat per aigua de 3,5 CV, amb caixa de canvis de 2 velocitats i nou sistema d'embragatge. Aquell mateix any, 1904, Ormonde es va fusionar amb el fabricant de motors Kelecombe i, quan aquesta empresa va fer fallida, Taylor Gue en va comprar els actius i el 1905 va fabricar la seva primera motocicleta, la Veloce.
Més tard, aquell any mateix, John Taylor va crear Veloce Limited per a produir bicicletes, productes i serveis relacionats, i el negoci va continuar alguns anys tot produint bicicletes Veloce. A la vegada, però, juntament amb els seus fills Percy i Eugene va experimentar en l'ús de motors com a Veloce Motor Company i el 1910 va produir la motocicleta V.M.C, equipada amb un motor de vàlvula lateral de 500 cc amb transmissió directa per corretja i l'opció d'un engranatge de pinyó. El 1912 es va fundar New Veloce Motors Ltd, amb J. Taylor i P.J. Taylor com a accionistes, registrada a Veloce Works, Spring Hill, Birmingham. Aquesta petita empresa es va crear per tal de separar el risc d'aventurar-se en la fabricació de motocicletes de la resta del negoci, però finalment New Veloce Motors es va liquidar durant la Primera Guerra Mundial.

## Motocicletes Veloce
Taylor Gue Ltd va produir les Veloce originals durant molt poc temps el 1905, després que l'empresa hagués adquirit els actius d'Ormonde i Kelecombe (possiblement perquè Taylor Gue no va cobrar la feina feta en parts de cicle per a Ormonde).

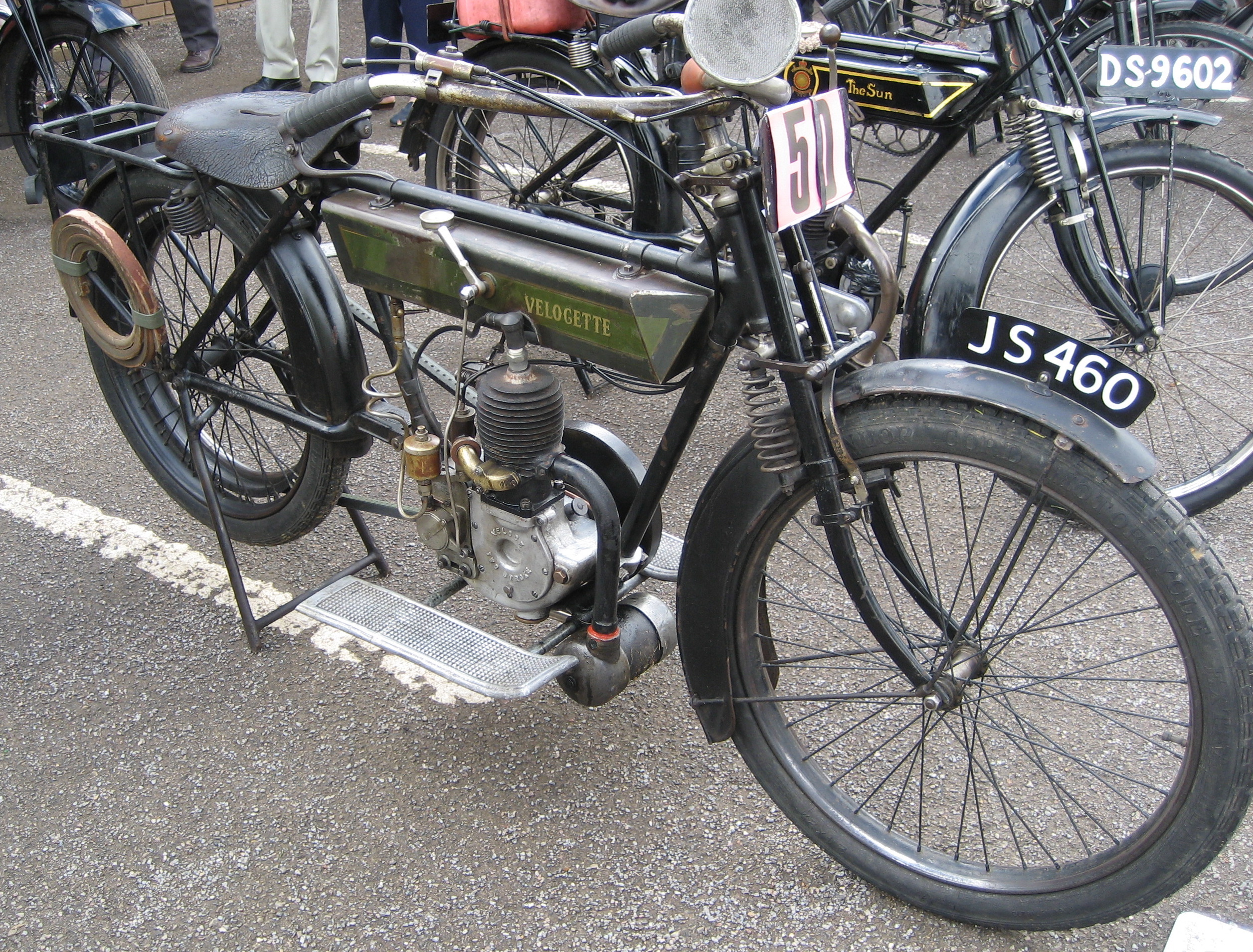
Velocette Model A de 1913

El 1910, Veloce Motor Company va llançar la motocicleta VMC, amb un motor de vàlvula lateral de 3,5 CV i 500 cc (diàmetre de 85 mm i carrera de 88). La transmissió es feia mitjançant transmissió per corretja amb l'opció d'un engranatge de pinyó de tres velocitats Armstrong. El 1912 se li va afegir una motocicleta més petita que es va exhibir a l'Olympia Exhibition Centre de Londres al costat del seu model més gran, en un stand conjunt amb Wilton Cycle Co (fabricants de sidecars). El nou model lleuger duia la vàlvula d'entrada situada sobre l'escapament, el qual era de forma inusual a la part anterior del motor, i aquesta vàlvula s'accionava mecànicament. L'informe de l'exposició n'assenyala un diàmetre per carrera de 70 per 76 mm, amb lubrificació d'oli alimentada per bomba i volant d'inèrcia exterior. La transmissió de dues velocitats del model més petit estava integrada al motor, cosa que la converteix en un dels primers exemples de construcció d'unitats de motor compactes (una idea patentada per Percy Taylor el 1910, amb el número de patent 24499 del Regne Unit). Al TT de l'illa de Man de 1913 hi va participar una versió d'aquesta moto -amb el diàmetre ampliat a 76 mm- pilotada per Cyril Pullin, però una fuita d'oli en va causar un mal rendiment per culpa de l'entrada de l'oli a la transmissió per corretja.
El 1913 Veloce va tornar a exhibir les seves motos a l'estand de Wilton Cycle and Motor Co. Tornaven a ser els models Veloce, però aquest cop al costat de la nova "Velocette" de 2 temps. També es va exhibir una versió més gran de la Veloce de 4 temps lleugera amb una potència de 2,75 CV i diàmetre de 76 mm (com el model TT de l'any anterior), en versions per a home i dona (el model de senyora tenia el xassís obert i tapes de motor addicionals). La Veloce de 500 cc més gran va continuar sense canvis.
L'èxit del model Velocette fou tal que, quan el 1925 se'n va llançar un de nou amb arbre de lleves aeri de 350 cc sota la marca Veloce, els concessionaris van protestar i, des d'aleshores, l'empresa va fer servir sempre la marca Velocette en totes les motocicletes que fabricava.

## Velocette de dos temps
El primer model de dos temps de l'empresa fou la Velocette de 1913. Quan la sèrie 'K' va tornar a fer servir el nom Veloce, el públic la va ignorar, ja que s'havia acostumat al nom Velocette i l'associava amb productes de qualitat. En conseqüència, es va recuperar el nom de Velocette i es va fer servir a tots els models posteriors. Entre el 1913 i el 1925, Veloce va produir motocicletes de dos temps costoses i de gran qualitat de 250 cc (nominalment, malgrat que cubicaven una mica menys), les quals van aconseguir una excel·lent reputació i van participar en competicions del tipus del TT de l'illa de Man amb cert èxit.
Aquestes monocilíndriques incorporaven moltes funcions avançades, com ara la bomba d'oli controlada per l'accelerador, que les diferenciava dels productes d'altres fabricants (molt més tard, Suzuki es va atribuir erròniament la introducció d'aquest tipus de dispositiu). La fàbrica va anar desenvolupant gradualment aquesta moto a partir de la sèrie A i les seves variants (A, AC2 - bobina d'encesa, caixa de canvis de dues velocitats, AC3 - caixa de canvis de tres velocitats, etc.). Més tard va aparèixer la sèrie "H", el model U i les seves variants, i tot això es va culminar amb el model GTP de 1930, el qual es va produir fins al 1946. La GTP era una motocicleta lleugera fiable, amb bona direcció i lliurament de potència.

## Velocette sèrie 'K'
A començaments de la dècada del 1920, Veloce es va adonar que, per a créixer com a empresa, necessitava una nova moto d'especificacions avançades i va desenvolupar un motor de 350 cc d'arbre de lleves al cap (OHC) que va presentar el 1925 i es va conèixer com a la sèrie "K". Després d'un any amb problemes tècnics amb aquest nou disseny, Veloce va inscriure versions del model "K"' lleugerament modificades en curses com ara el TT de l'illa de Man i Brooklands i, de seguida, la fiabilitat i les dolces qualitats de funcionament del seu nou motor van portar a una llarga cadena de èxits. Gràcies a això, Veloce va decidir posar en producció un model de competició, el KTT, el qual va fabricar entre 1928 i 1949.
La KTT de 1929 va ser la primera motocicleta de producció a incloure el canvi de velocitats d'aturada positiva accionat amb el peu. Van ser diversos els models de carretera que es van desenvolupar a partir d'aquest inicial model K, entre ells la Velocette KSS ("super sports"), la KTS ("touring sports"), la KTP (amb doble tub d'escapament, "twin pipe"), la KN (normal) i algunes variacions. El 1935 es va introduir un canvi notable en el disseny del motor, anomenat ara 'KSS Mk2', amb una culata d'alumini completament tancada. La sèrie de motors OHC va continuar per als models de carretera fins al 1948, quan es van produir les darreres versions KSS Mk.2, amb bastidors rígids i forquilles telescòpiques de suspensió pneumàtica Dowty. La sincronització exacta de les vàlvules s'aconseguia mitjançant l'ús pioner de làmpades estroboscòpiques. Com que la sèrie 'K' va mostrar una excel·lent combinació de velocitat i fiabilitat, la fàbrica va desenvolupar-ne aviat versions de competició per a córrer-hi a l'illa de Man TT.

## Velocette sèrie 'M'

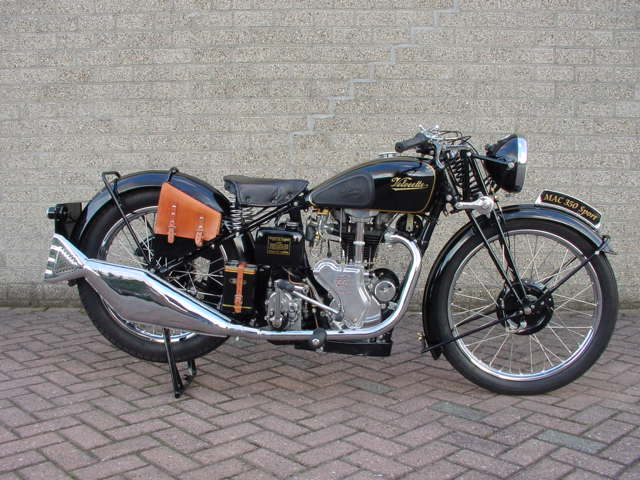
Velocette MAC Sport de 1936

El 1933, la companyia va decidir d'introduir una nova línia de motos de vàlvules aèries (OHV), per tal de reduir els costos de producció i fer una moto més assequible. Com que la sèrie K era costosa de produir i requeria un muntatge manual acurat de la transmissió d'eix i bisell, es va determinar que un disseny OHV més senzill seria més ràpid de produir i requeriria mà d'obra menys qualificada per a muntar-lo. La primera d'aquestes noves motocicletes va ser la MOV, que duia un motor de 250 cc de dimensions "quadrades" (68 mm de diàmetre i 68 de carrera). Amb un alt rendiment per a l'època (126 km/h), va ser un èxit de vendes immediat i va demostrar ser una màquina fiable amb excel·lents dots per a la carretera.
Partint de la MOV, tot allargant-ne la carrera del cigonyal, el 1934 es va presentar la Velocette MAC 350 cc. Va resultar encara més popular que la MOV i es va convertir en una autèntica font d'ingressos per a l'empresa, tot aportant el capital del qual anava una mica mancada la companyia.
El 1935 es va llançar una moto completament nova basada en els dos models OHV anteriors: la Velocette MSS de 500 cc. S'hi va fer servir un nou xassís més pesat amb la intenció que la moto pogués suportar un sidecar de transport. Aquest nou xassís es va desenvolupar a partir de la moto de curses KTT mkV i es va utilitzar també a la KSS MKII de 1936-1948. La MSS va resultar també molt popular i rendible per a Veloce. Una versió de 350 cc de la MOV va ser la base de les motocicletes militars de la marca per a la Segona Guerra Mundial.

## Postguerra

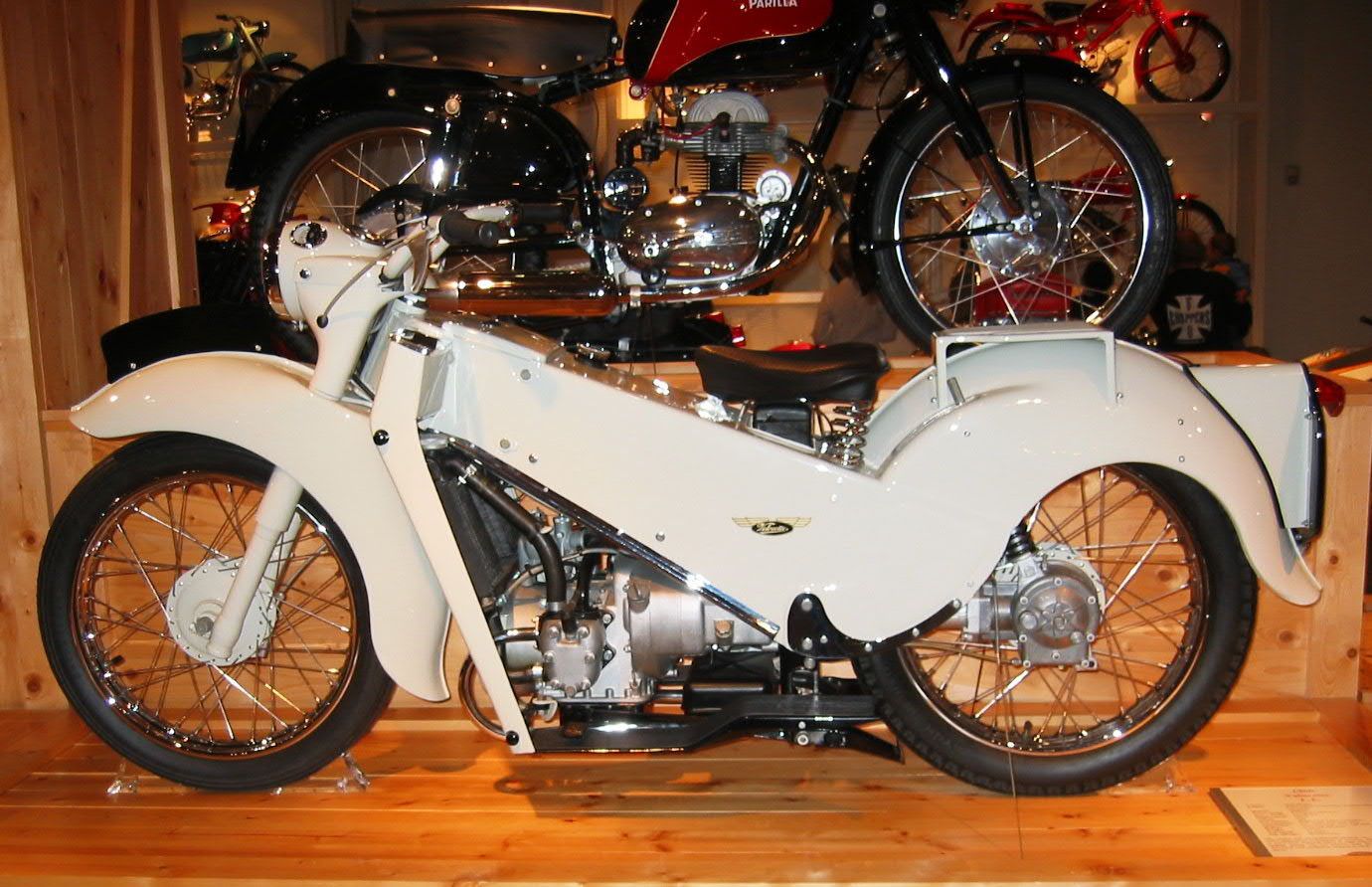
Velocette LE de 1953

Després de la Segona Guerra Mundial, la companyia va intentar satisfer el que intuïa com a necessitat de desenvolupament d'un nou mitjà de transport personal i va crear el model LE (de Little Engine, "motor petit"). Es tractava d'un bicilíndric pla refrigerat per aigua de 149 cc i vàlvules laterals amb xassís d'acer premsat, forquilles telescòpiques i basculant. El director de Velocette, Eugene Goodman, va planejar un disseny innovador i radical que hauria d'atraure un nou mercat necessitat d'un mitjà de transport barat, net i fiable. El dissenyador Charles Udall va desenvolupar la Velocette LE com un disseny "tot en un", amb motor, caixa de canvis, eix de transmissió i caixa de bisell en una sola unitat per tal de fer un treball específic. Era un sistema sofisticat i car i va resultar tenir menys èxit del que la companyia esperava. Malgrat que es va convertir en el model més venut de Veloce, les inversions en utillatge per a aquest nou model amb prou feines es van recuperar.
La LE, però, sí que va ser àmpliament adoptada per les forces policials britàniques i destinada a les patrulles urbanes. En aquella època, els agents de la policia metropolitana anglesa que patrullaven a peu havien de saludar els inspectors. Amb la introducció de les patrulles amb motocicleta, això va esdevenir perillós, ja que obligava l'agent a treure la mà del manillar, de manera que es va permetre al pilot mostrar el seu respecte amb un simple gest d'assentiment (en anglès, un smart nod). S'ha suggerit que és per això que les LE es van conèixer com a "Motocicletes Noddy" (Noddy Bikes). Tanmateix, altres fonts esmenten Noddy (el popular personatge de dibuixos animats creat per l'autora britànica infantil Enid Blyton), qui s'entrevista sovint amb el policia Mr. Plod, com a origen del malnom.
El mercat de les motocicletes esportives era encara fort aleshores i Velocette va continuar produint la KTT de 348 cc per a les competicions. Al TT de l'illa de Man de 1947, la marca va guanyar els quatre primers llocs de la cursa Junior. El 1949, Velocette fou la primera campiona del món de 350cc, una gesta que va repetir el 1950. El 1967, Neil Kelly va guanyar la primera cursa Production TT  de l'illa de Man en la categoria de 500cc amb una Velocette Thruxton, i una altra Thruxton fou segona.

## Darrers models
La Velocette MSS de 499 cc de 1954 va ser un èxit d'exportació, especialment als Estats Units, on es va fer servir àmpliament a les curses de desert. Això va provocar el desenvolupament de versions de motocròs (anomenat aleshores scramble al Regne Unit) i enduro de la Viper de 349 cc i la Venom de 499 cc (dos models llançats feia poc), que foren presentades el 1956. Un assaig a la revista setmanal anglesa The Motor Cycle el 1958 va qualificar la Viper d'«una motocicleta extraordinàriament fina, amb un rendiment molt superior a la mitjana» i la declarava capaç d'atènyer velocitats superiors als 144,8 km/h.
El 1961, una Velocette Venom esdevingué la primera motocicleta a recórrer més de 3.900 km en un període de 24 hores al circuit ovalat de Montlhéry, França, amb una mitjana de poc més de 161 km/h. La fita fou aconseguida per un equip de vuit pilots entre els quals hi havia el director de Veloce, Bertie Goodman, i el periodista de la revista MotorCycling Bruce Main-Smith. Aquest rècord per a motos de fins a 500 cc encara es mantenia vigent a data de gener del 2020. La moto encara existeix; malgrat que va resultar molt danyada pel desastrós incendi del National Motorcycle Museum de Birmingham, va ser posteriorment restaurada pel president del Velocette Owners Club, Ivan Rhodes, amb l'ajut dels membres del club.
El 1960, Velocette va presentar el Viceroy, un escúter amb motor de dos temps de 250 cc bicilíndric oposat força inusual. La característica única del Viceroy era el motor muntat al davant i el dipòsit de combustible sota la pantalla frontal. El motor era extremadament compacte i estava connectat a l'embragatge i la transmissió, muntats a la part posterior, per un eix motriu del motor. Amb arrencada elèctrica de 12 volts, un centre de gravetat molt baix, una potència superior als 15 CV i una còmoda velocitat de creuer de 105 km/h, el rendiment, la manipulació i les característiques del Viceroy eren de primera categoria. L'escúter va aparèixer, però, en uns moments en què les tendències del mercat i les preferències dels conductors canviaven, de manera que el Viceroy no va ser un èxit de vendes.
Les Velocette es van deixar de fabricar a finals de la dècada del 1960. Les Viper i Vogue es van abandonar el 1968, les "Special", Scrambler i Endurance el 1969 i les MSS Venom i Thruxton el 1970. Veloce Ltd. va tancar el febrer de 1971.

## Fallida
L'empresa havia començat a tenir problemes el 1956, coincidint amb els canvis legislatius governamentals sobre la contractació de proveïdors i racionament de combustible arran de la crisi de Suez. Les pèrdues principals varen ser ocasionades pel desenvolupament de l'escúter Viceroy des del 1956 fins a la seva comercialització el 1960, a les quals s'hi afegiren els costos derivats de l'excés d'estocs de peces sobreres i la pèrdua de capital a causa dels costos de desenvolupament invertits en un altre nou model condemnat al fracàs, la Velocette Vogue (una LE actualitzada amb carrosseria completa de fibra de vidre les vendes de la qual es van quantificar en "uns quants centenars en cinc anys", amb uns costos de desenvolupament que mai no van ser recuperats ni per Veloce ni per Avon, el fabricant de la carrosseria). Tots aquests factors van ser clau en el posterior declivi financer.
El negoci va acabar fracassant comercialment a finals dels anys seixanta, tot i que els beneficis de les vendes de peces de recanvi després de l'adquisició de recanvis de Royal Enfield el 1967 van sufragar els costos operatius fins a tal punt que la companyia com a tal va poder sobreviure tres anys més.
La plantilla va ser acomiadada el febrer de 1971 i C C Cooper, un distribuïdor local de ferralla reciclada, va comprar la major part de la maquinària de la fàbrica i va continuar produint una limitada gamma de peces de recanvi amb el suport d'un petit equip d'enginyers. Els drets d'ús del nom de Velocette i la fabricació de peces van ser venuts a la família Holder i els edificis de Hall Green van ser enderrocats.

## A la cultura popular
A la pel·lícula de 1981 L'ull de l'agulla, ambientada just abans del desembarcament de Normandia de 1944, el personatge "Heinrich Faber", interpretat per Donald Sutherland, roba una Velocette MAC 350 de 1953 i l'abandona més tard al costat de la carretera després de quedar-se sense benzina. A la pel·lícula del 2006 The History Boys, l'actor Richard Griffiths apareix en diverses escenes conduint una Velocette MAC de la postguerra, amb basculant.